# Trudi Guda

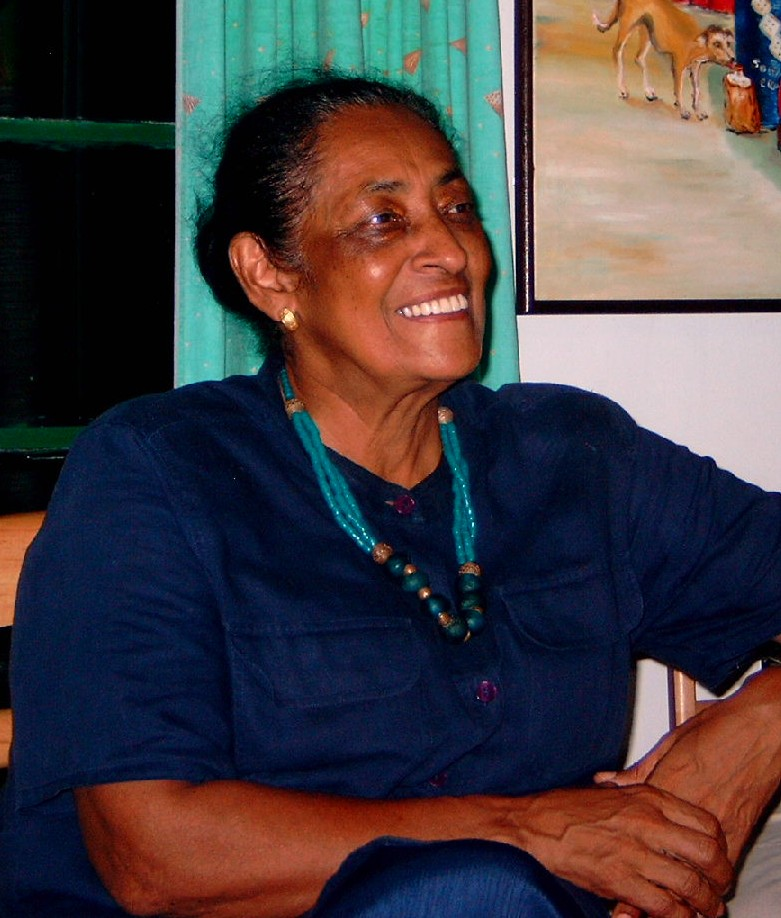
Trudi Guda im Oktober 2005

Gertrude (Trudi) Marie Guda (geb. 4. Dezember 1940 in Paramaribo, Suriname) ist eine surinamische Dichterin und Kulturanthropologin.
Trudi Guda studierte in den Niederlanden. 1967 erlangte sie an der Universität Utrecht den Doktorgrad mit der Arbeit Die Seelenwanderung der Maroons im Gebiet des Brokopondo-Stausees in Suriname (niederländisch De transmigratie van de Bosnegers uit het Brokopondomeergebied in Suriname). Mit ihrem Gedichtband Vogel op het licht (1981) war sie nominiert für den Literatuurprijs van Suriname (Literaturpreis von Suriname) 1980–1982. Obgleich ihre Gedichte oft von der aktuellen politischen Situation inspiriert sind, schreibt sie überraschend originell formulierte Gedichte, die die Dinge feinfühlig-nachdenklich in eine historische Perspektive setzen.
Trudi Guda war Redaktionsmitglied der im Juli 1980 gegründeten Zeitung 25 Februari, die die Regierung nach dem Militärputsch vom 25. Februar 1980 unterstützte.
Guda leistete wichtige anthropologische Arbeit mit Ausgaben der mündlichen Arbeiten des surinamischen Sängers, Erzählers und Kulturkenners Aleks de Drie, der alternativen Autobiografie Wan tori fu mi eygi srefi (deutsch: „Eine Geschichte über mich“, 1984) und der Sammlung von 40 Erzählungen Sye! Arki tori! (deutsch: „Still! Hört Euch diese Geschichte an!“, 1985).
Trudi Guda ist die Witwe des curaçaoschen Schriftstellers Frank Martinus Arion. Sie leitet die von ihm gegründete „Fundashon Skol Humanista na Papiamentu“. Ihr Bruder Leonard Henri Guda war von 1958 bis zu seinem Tod 1966 Mitglied des surinamischen Parlaments Staten van Suriname für die Partei Progressieve Surinaamse Volkspartij.

## Werke
- De geur van franchepane. Eldorado, Paramaribo 1970 (niederländisch).
- Trudi Guda: La contribución de las culturas tradicionales al desarrollo de la cultura caribeña. In: Casa de las Américas. Band 11, 1979 (spanisch).
- Trudi Guda: Vogel op het licht. Eldorado, Paramaribo 1981 (niederländisch).[2]
- Aleks de Drie: Wan tori fu mi eygi srefi. Hrsg.: Trudi Guda. Ministerie van Onderwijs, Wetenschappen en Cultuur, Paramaribo 1984, ISBN 99914-1-006-6 (srananisch).
- Aleks de Drie: Sye! Arki Tori! Hrsg.: Trudi Guda. Ministerie van Onderwijs, Wetenschappen en Cultuur, 1985 (srananisch).
- Trudi Martinus-Guda, Hillary de Bruin: Drie eeuwen Banya: de geschiedenis van een Surinaamse slavendans. Ministerie van Onderwijs en Volksontwikkeling (Minov), Directoraat Cultuur, Paramaribo 2005, ISBN 99914-1-051-1 (niederländisch).